# Dohoda o urovnání krize na Ukrajině

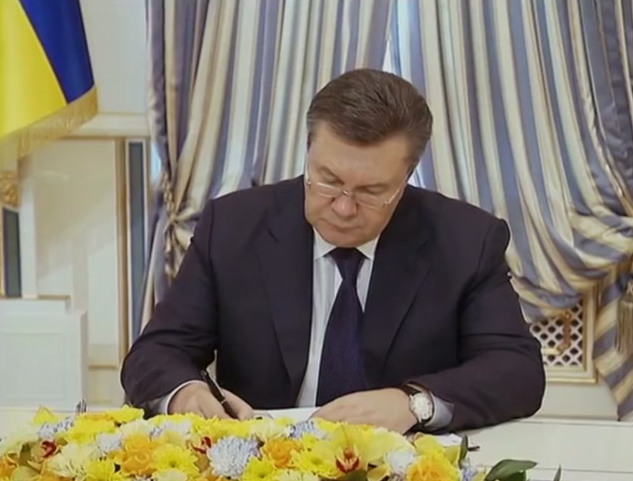
Viktor Janukovyč

Dohoda o urovnání krize na Ukrajině byla podepsána 21. února 2014 v Kyjevě tehdejším prezidentem Ukrajiny Viktorem Janukovyčem a vůdci ukrajinské parlamentní opozice za zprostředkování Evropské unie a Ruska.

## Cíl dohody
Podpis Dohody měl za cíl ukončit politickou krizi způsobenou rozhodnutím ukrajinských úřadů pozastavit uzavření asociační dohody s Evropskou unií. Ve Vilniusu se ve dnech 28.–29. listopadu 2013 konal summit "Východní partnerství". Na závěr summitu byla podepsána Dohoda o přidružení (Association Agreement). Na rozdíl od ostatních představitelů partnerských zemí nepřipojil Viktor Janukovyč pod Dohodu svůj podpis.To vyvolalo bouřlivý odpor obyvatel Ukrajiny ztělesněný Euromajdanem.

## Signatáři dohody

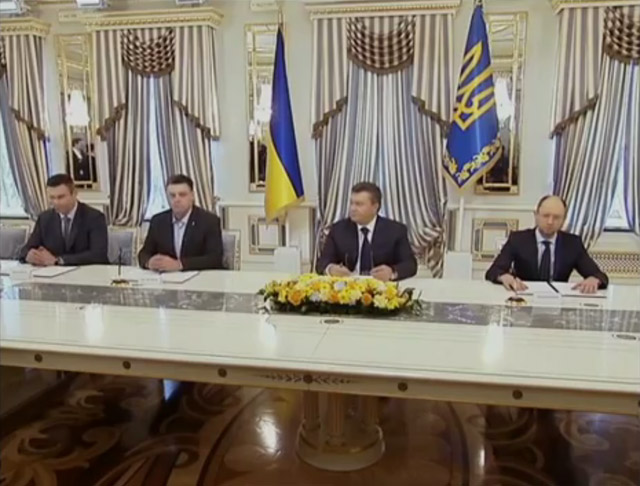
Signatáři dohody

Smlouvu podepsali Viktor Janukovyč, prezident Ukrajiny, ze strany vlády a Vitalij Kličko ze strany UDAR ze strany opozice, Oleh Tjahnybok ze strany Všeukrajinské sdružení „Svoboda“ a Arsenij Jaceňuk z celoukrajinská "strana" Vlast". Smlouvu jako svědci podepsali také polský ministr zahraničí Radosław Sikorski , německý ministr zahraničí Frank-Walter Steinmeier a Eric Fournier, ředitel francouzského ministerstva zahraničí. Kromě Sikorského a Steinmeiera se jednání o smlouvě zúčastnili také francouzský ministr zahraničí Laurent Fabius a Vladimir Lukin zastupující Ruskou federaci. Laurent Fabius odcestoval do Číny před podpisem smlouvy a smlouvu tedy nepodepsal. Vladimír Lukin dohodu nepodepsal a vysvětloval: "Nepodepsali jsme to. Rozhodli jsme se, že se nebudeme vázat žádnými formálními dohodami, závazky a podpisy, protože byly otázky a problémy, jakým předmětem jednání se budeme v nejbližší době zabývat, jak se budou události vyvíjet, kdo bude odpovědný za rozhodnutí, která byla přijata, a kdo za co obecně odpovídá".

## Obsah dohody
Signatáři se shodli na těchto bodech:
- Do 48 hodin od podpisu smlouvy bude uzákoněn, podepsán a vyhlášen zvláštní zákon o obnovení ústavy z roku 2004. Signatáři deklarují svůj záměr vytvořit koalici a vládu národní jednoty do deseti dnů.
- Okamžité zahájení prací na ústavní reformě, která reorganizuje pravomoci prezidenta, vlády a parlamentu. Dokončení ústavní reformy je naplánováno na září 2014.
- Předčasné prezidentské volby se budou konat po přijetí nové ústavy, nejpozději však v prosinci 2014. Budou přijaty nové volební zákony a bude ustavena nová Ústřední volební komise na základě proporcionality a v souladu s pravidly OBSE a Benátské komise .
- Společné vyšetřování nedávných násilných činů. Úřady budou kontrolovány opozicí a Radou Evropy .
- Úřady nebudou vyhlašovat nouzový stav. Úřady a opozice se zdrží použití síly. Parlament uzákoní třetí amnestii, která se bude týkat stejné oblasti nezákonných akcí jako amnestie ze 17. února 2014. Obě strany budou vážně usilovat o normalizaci života ve městech a vesnicích ústupem z administrativních a veřejných budov a odblokováním silnic, parků a náměstí. Nedovolené zbraně by měly být předány Ministerstvu vnitra do 24 hodin od nabytí účinnosti zvláštního zákona v souladu s bodem 1 tohoto dokumentu. Po uplynutí této doby spadají všechny případy nelegální přepravy a skladování zbraní opět pod zákony Ukrajiny. Úřady a opozice omezí konfrontaci. K fyzické ochraně veřejných budov bude vláda využívat pouze vymáhání práva.
- Ministři zahraničí Francie, Německa, Polska a zástupce prezidenta Ruska vyzývají k okamžitému ukončení násilí a konfrontace.

## Další vývoj
Dohoda byla okamžitě odmítnuta mnoha demonstranty a neformálními skupinami na Euromajdanu, které nadále požadovaly Janukovyčovu okamžitou rezignaci.
Den po podpisu dohody Janukovyč jednostranně porušil dohodu tím, že nepodpořil její realizaci a místo toho uprchl z Kyjeva. Opoziční předáky označil za „zločince“ a řekl, že nepodepíše nic, včetně dohodnuté ústavní změny zmíněné v prvním bodě dohody. V důsledku tohoto porušení kompromisního řešení ukrajinský parlament prohlásil, že Janukovyč se vzdal výkonu svých ústavních pravomocí, a proto nebude plnit své povinnosti. Ve funkci úřadující hlavy státu ho nahradil předseda parlamentu Oleksandr Turčynov. Prezidentské volby byly naplánované na 25. května 2014.
Na schůzce Steinmeiera, Fabiuse a Sikorského dne 31. března 2014 ve Výmaru bylo dohodnuto prohlášení vyzývající nové ukrajinské vedení k implementaci jádra dohody jako součásti své politiky. Schůzky se neúčastnil žádný ruský zástupce, což bylo v duchu následných kroků Ruska na území Ukrajiny:
- anexe Krymu
- zřízení loutkových vlád ve dvou východních regionech Ukrajiny